# Vivir (canção)
"Vivir" é uma canção da cantora e compositora mexicana, Belinda, gravado para o seu álbum de estreia de mesmo nome. A canção foi lançada como quarto single do disco em 2004. O videoclipe da música foi dirigido por Alejandro Lozano e lançado em setembro de 2004.

## Informações
A música serviu como tema para a telenovela Corazones al límite e rapidamente entrou nas paradas musicais de diversos países. A versão acústica da canção foi incluída na trilha sonora da novela Corazones al límite.

## Faixas
| Download digital |         |         |  |
| N.º              | Título  | Duração |  |
| 1.               | "Vivir" | 3:42    |  |

| CD single promocional do México |         |         |  |
| N.º                             | Título  | Duração |  |
| 1.                              | "Vivir" | 3:05    |  |